# X-12-ARIMA
Census X-12-ARIMA (Autoregressive Integrated Moving Average) ist ein vom U.S. Bureau of the Census entwickeltes Verfahren zur saisonalen Bereinigung von statistisch erhobenen Zeitreihen. 
Dabei werden als Basisinstrumente zur Schätzung der wichtigsten Komponenten in ökonomischen Zeitreihen, d. h. von Trend-, Konjunktur- und Saisonkomponente, gleitende Durchschnitte eingesetzt. 
Vor der Schätzung dieser Komponenten können zur Schätzung von Kalendereinflüssen, Ausreißern oder zur Verringerung von Revisionen von Analyseergebnissen ARIMA-Modellierungen der  Zeitreihen durchgeführt werden. 
Auf seiner Webseite bietet das Bureau of the Census neben einer Dokumentation auch Programme für Windows- und Unix-Computer zum Download an.
Da es sich um ein international anerkanntes Verfahren handelt, wird es in Deutschland vom Statistischen Bundesamt zur Erstellung von international vergleichbaren Indizes, wie z. B. bei dem Produktionsindex eingesetzt. Beim schweizerischen Bundesamt für Statistik hat es seit März 2002 bei den Veröffentlichungen das parallel weiter angewandte Berliner Verfahren abgelöst.